# Mullvaden (BBC)
Mullvaden (engelsk originaltitel: Tinker, Tailor, Soldier, Spy) är en brittisk tv-serie från 1979 baserad på John le Carrés spionroman Mullvaden, inspelad av och sänd i BBC. Serien följer George Smileys ansträngningar att hitta en mullvad inom den brittiska underrättelsetjänsten (där han tidigare var anställd).
2011 kom en nyinspelning med namnet Tinker, Tailor, Soldier, Spy, regisserad av Tomas Alfredson.